# واتارو ساساکی
واتارو ساساکی (انگلیسی: Wataru Sasaki؛ زادهٔ ۲۸ ژوئیهٔ ۱۹۹۶) بازیکن فوتبال اهل ژاپن است.
از باشگاه‌هایی که در آن بازی کرده‌است می‌توان به باشگاه فوتبال توکیو اشاره کرد.